# Anna von der Pfalz
Anna von der Pfalz (tschechisch Anna Falcká) (* 26. September 1329; † 2. Februar 1353 in Prag) war die zweite Frau des späteren Kaisers Karl IV., die nach dem Tod der Blanca Margarete von Valois († 1348) auf der Prager Burg residierte.

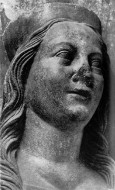
Anna von der Pfalz

## Leben
Anna von der Pfalz stammte aus dem Adelsgeschlecht der Wittelsbacher. Sie war Tochter des Pfalzgrafen Rudolf II. und seiner Ehefrau Anna aus Tirol. Der böhmische König Heinrich von Kärnten war ihr Urgroßonkel mütterlicherseits. Von der Kindheit sind keine Überlieferungen bekannt. Als knapp 20-Jährige wurde sie am 4. März 1349 auf der Burg Stahleck mit dem böhmischen und deutschen König verheiratet. Bis zur Vermählung war Rudolf II. einer der bedeutendsten Gegner Karls IV. Noch im Februar 1349 stand er auf der Seite des Gegenkönigs Günther von Schwarzburg. Dieser von Karl IV. eingefädelte diplomatische Schachzug hatte nicht nur die Zahl der Gegner verkleinert, er erwarb sich gleichzeitig Teile der Oberpfalz, das sogenannte Neuböhmen. Anfang November 1349 wurde Anna im Veitsdom zur Königin gekrönt. Zu diesem Zeitpunkt war sie bereits hochschwanger und der König und das ganze Land warteten nun ungeduldig auf die Geburt eines Erben. Mitte Januar 1350 gebar sie einen Sohn, der nach dem böhmischen Patron auf den Namen Wenzel getauft wurde. Das Kind starb im Dezember 1351, ein Jahr darauf auch die junge Königin Anna. Karl wurde nun mit 37 Jahren das zweite Mal Witwer mit einem Kind, der Tochter Katharina. Diese lebte am Wiener Hof und war mit dem Habsburger Prinz Rudolf verlobt. Zwar wurde Karls jüngerer Bruder Markgraf Johann Heinrich 1351 Vater, es bestand aber weiter die Gefahr, dass das Geschlecht der Luxemburger aussterben und die Habsburger Böhmen bekommen könnten. Karl IV. heiratete im Jahre 1353 Anna von Schweidnitz.